# Афект (право)
Афе́кт (лат. affecere — впливати → лат. affectus — пристрасть, душевне хвилювання) — сильне хвилювання, що раптово виникає внаслідок значущого для особи психічного подразнення, стрімко розвивається і призводить до звуження свідомості, послаблення контролю за своїми діями, переходу значною мірою від розумового керування ними до інстинктивного.
Афект характеризується наступними ознаками:
а) реактивністю — виникає як реакція на гострий подразник;
б) раптовістю виникнення — це емоційний спалах, що є несподіваним для самого суб'єкта;
в) гостротою протікання — має характер гострого психічного переживання;
г) імпульсивністю поведінки — емоційне переживання супроводжується бурхливою рухливою активністю.
Існує два види афекту: фізіологічний і патологічний.

## Фізіологічний афект
Ф.Н. Плєвако, з промови на захист Грузинського
Фізіологічний афект, хоча і впливає на психіку людини, та все ж не позбавляє її можливості контролювати свої дії і відповідати за них.
У кримінальному праві він розглядається в рамках поняття «сильне душевне хвилювання», яке належить до обставин, що пом'якшують покарання (п. 7 ч. 1 ст. 66 та статті 116 і 123 КК України).
Вбивство вважається вчиненим у стані фізіологічного афекту за наявності таких умов:
1. якщо сильне душевне хвилювання (фізіологічний афект) виникло раптово, як відповідь на протизаконні дії потерпілого і викликало намір вбити його. Фізіологічний афект — це дуже сильний емоційний спалах, але наскільки він сильний, настільки й нетривалий. Тривалим він бути не може, такого психологічного навантаження людина довго не витримає.
Вбивство у стані фізіологічного афекту визнається вчиненим за пом'якшуючих обставин лише тоді, коли умисел на вбивство виник і був здійснений тоді, у стані фізіологічного афекту, коли винний перебував у цьому стані;
2. якщо фізіологічний афект виник:
  - внаслідок насильства потерпілого над винним чи його рідними й близькими (вбивство, заподіяння тілесних ушкоджень, погроза застосувати насильство, знищити майно і т. ін.); якщо насильство було протизаконним, дійсним і значним, тобто здатним спричинити фізіологічний афект, але не створювало стан необхідної оборони чи крайньої необхідності;
  - внаслідок тяжкої образи потерпілим винного — брутального і цинічного приниження гідності особи;
  - внаслідок інших протизаконних або глибоко аморальних дій потерпілого, якщо ці дії потягли чи могли потягти за собою тяжкі наслідки для винного чи його близьких (знищення майна, приниження гідності тощо). Судова практика визнає, що фізіологічний афект можуть спричинити: подружня зрада, зрада закоханих, а також багаторазові протизаконні дії, остання з яких і стала причиною афекту[2].

Фізіологічний афект є нехворобливим тимчасовим станом. Він установлюється судово-психіатричною експертизою і є медичною підставою для визнання особи обмежено осудною.

## Патологічний афект
Патологічний афект — це хворобливий стан психогенного походження, що виникає в практично психічно здорової людини. Патологічний афект призводить до глибокого потьмарення свідомості та автоматичних безцільних дій. Термін «патологічний афект» належить Р. Крафт-Ебінгу, який увів його в 1867 році.
Перебіг патологічного афекту умовно поділяють на три стадії: підготовчу (або початкову), вибухову і заключну.
Початкова стадія охоплює раптовий перехід від свідомого психічного стану до затьмареного, який виникає одразу після дії зовнішнього фактора. Спочатку свідомість звужується, уявлення обмежуються лише подразником, на який спрямовується бурхливе рухове збудження. Далі свідомість затьмарюється, втрачається мовний зв'язок з боку суб'єкта суспільно небезпечних дій. Мова стає уривчастою і безладною, міміка або зовсім відсутня, або спотворюється, активізуються судинні реакції. У стадії вибуху в діях людини можуть спостерігатися елементи, які нагадують тонічну і клонічну фази епілептичного приступу. Вихід зі стадії вибуху настає раптово через надзвичайне фізичне і психічне виснаження, яке викликає у хворого глибокий сон на місці події, або стан млявості, нерухомості, байдужості до оточення, вчинених дій, які випадають з пам'яті.
Патологічний афект нерідко завершується смертю потерпілого через завдані йому тяжкі тілесні ушкодження.
Патологічний афект встановлюється судово-психіатричною експертизою та є медичною підставою для визнання особи неосудною за ст. 19 КК України.